# 袁家驊
袁家驊（えん かか、1903年1月 – 1980年9月4日）は、中国の言語学者。『漢語方言概要』の著者として知られ、中華人民共和国初期の方言調査において指導的役割を果たした。

## 生涯と業績
袁家驊は江蘇省沙州（現在の張家港市）に生まれた。1932年に北京大学英文系を卒業し、1年間上海で北新書局の編集者をつとめた後、北京大学の助教として英語を教えた。1937年にオックスフォード大学に留学し、古英語とゲルマン語言語学を学んだ。1940年に帰国して、昆明の西南連合大学の教授に就任し、雲南省の非漢民族の言語を調査した。調査結果は戦後に「窩尼語音系」(1947、窩尼語は今でいうハニ語)、「峨山窩尼語初探」(1947)、『阿細民歌及其語言』(1953)として公刊した。
中華人民共和国成立後は北京大学語言専修科の主任の職についた。この時期にはチョワン語の調査研究を行った。
1955年には中文系に移り、中国語方言学に関する講義を行った。その講義をもとにまとめた著書が『漢語方言概要』(共著、文字改革出版社1960)である。『漢語方言概要』ではそれまで一般的であった中国語の五大方言区分に湘語・贛語を加えて七大方言とし、また閩語は内部の違いが大きいためさらにいくつかに分けるべきであるとした。また従来の方言研究が音韻にかたよっていたのに対して文法も重視した。「北京大学中国語言文学系 語言学教研室編」名義で出版された『漢語方音字匯』(文字改革出版社1962)・『漢語方言詞匯』(文字改革出版社1964)はいずれも袁家驊の主導でまとめられたものだった。
袁家驊はまたレナード・ブルームフィールドの『言語』を中国語に翻訳した（共訳、商務印書館1980。ただし翻訳されたのは1965年）。